# Nati nel 1982/Febbraio
| Questa pagina contiene informazioni ricavate automaticamente dalle voci biografiche con l'ausilio del template Bio e di un bot. L'aggiornamento è periodico e automatico e ricostruisce completamente la pagina. Se manca una persona in questa lista, sei pregato di non aggiungerla, ma accertati piuttosto che la sua voce biografica contenga il template Bio e che i dati anagrafici siano correttamente compilati. Se il template Bio manca, inseriscilo tu stesso o, in alternativa, metti l'avviso {{tmp\|Bio}} che ne segnala la mancanza. Se i dati riportati sono sbagliati, correggi direttamente la voce biografica; le modifiche saranno visibili in questa lista entro pochi giorni. Per chiarimenti vedi il progetto biografie. La lista contiene solo le 427 persone che sono citate nell'enciclopedia e per le quali è stato implementato correttamente il template Bio. Pagina aggiornata al 18 ago 2025. |

- 1º febbraio - Olivier Bausset, velista francese
- 1º febbraio - Daisy Betts, attrice australiana
- 1º febbraio - Bouabid Bouden, calciatore marocchino
- 1º febbraio - Jorge Carrasco, ex calciatore cileno
- 1º febbraio - Alessandro Carrozza, allenatore di calcio e ex calciatore italiano
- 1º febbraio - Michael Fink, allenatore di calcio e calciatore tedesco
- 1º febbraio - Gavin Henson, ex rugbista a 15 britannico
- 1º febbraio - Dag Frode Hornseth, ex calciatore norvegese
- 1º febbraio - Sara Malakul Lane, attrice e modella statunitense
- 1º febbraio - Hugo Mamba-Schlick, ex triplista camerunese
- 1º febbraio - Andrea Minguzzi, ex lottatore italiano
- 1º febbraio - Matías Paredes, hockeista su prato argentino
- 1º febbraio - Cristian Pellerano, allenatore di calcio e ex calciatore argentino
- 1º febbraio - Billy Pettinger, cantautrice e polistrumentista canadese
- 1º febbraio - Dorian Scott, pesista giamaicano
- 1º febbraio - Oksana Udmurtova, ex lunghista e triplista russa
- 1º febbraio - Sandra Valužytė, cestista lituana
- 2 febbraio - Mario Abrante, ex calciatore spagnolo
- 2 febbraio - Aimee Allen, cantante statunitense
- 2 febbraio - Katie Britt, politica, imprenditrice e avvocato statunitense
- 2 febbraio - Neighel Drummond, ex calciatore costaricano
- 2 febbraio - Omnia Fakhry, pentatleta egiziana
- 2 febbraio - Gao Feng, ex judoka cinese
- 2 febbraio - Annalisa Graziosi, pattinatrice artistica a rotelle italiana
- 2 febbraio - Dorcus Inzikuru, mezzofondista e siepista ugandese
- 2 febbraio - Kan Mi-youn, cantante sudcoreana
- 2 febbraio - Paty Lenkebe, ex calciatore congolese (Repubblica Democratica del Congo)
- 2 febbraio - Filippo Magnini, ex nuotatore italiano
- 2 febbraio - Kelly Mazzante, ex cestista statunitense
- 2 febbraio - Amaël Moinard, ex ciclista su strada francese
- 2 febbraio - Thibaut Monnet, ex hockeista su ghiaccio svizzero
- 2 febbraio - Daoud Mousa, ex cestista qatariota
- 2 febbraio - John Pelu, allenatore di calcio e ex calciatore svedese
- 2 febbraio - Diego Salgado Costa de Menezes, ex calciatore brasiliano
- 2 febbraio - Brandy Talore, ex attrice pornografica statunitense
- 2 febbraio - Bill Zebub, regista, sceneggiatore e produttore cinematografico statunitense
- 3 febbraio - Tim Burke, ex biatleta statunitense
- 3 febbraio - Marie-Ève Drolet, pattinatrice di short track canadese
- 3 febbraio - David Fuster, ex calciatore spagnolo
- 3 febbraio - Paul Gaustad, ex hockeista su ghiaccio statunitense
- 3 febbraio - Vera Brežneva, cantante, attrice e conduttrice televisiva ucraina
- 3 febbraio - Jessica Harp, cantautrice e chitarrista statunitense
- 3 febbraio - Jalal Hosseini, ex calciatore iraniano
- 3 febbraio - Gyula Káté, pugile ungherese
- 3 febbraio - Iveta Marčauskaitė, ex cestista lituana
- 3 febbraio - Marijana Markovic, schermitrice tedesca
- 3 febbraio - Philipp Marx, ex tennista tedesco
- 3 febbraio - Anna Puu, cantante finlandese
- 3 febbraio - Bridget Regan, attrice statunitense
- 3 febbraio - Roland Schwegler, allenatore di calcio e ex calciatore svizzero
- 3 febbraio - Becky Bayless, wrestler statunitense
- 3 febbraio - Won Woo-young, schermidore sudcoreano
- 4 febbraio - Nelson Akwari, ex calciatore statunitense
- 4 febbraio - Laurence Arné, attrice, regista e umorista francese
- 4 febbraio - Moïse Brou Apanga, calciatore ivoriano († 2017)
- 4 febbraio - Daniela Cardinale, politica italiana
- 4 febbraio - Terrence Crawford, ex cestista statunitense
- 4 febbraio - Rosalind Eleazar, attrice britannica
- 4 febbraio - Orien Greene, ex cestista statunitense
- 4 febbraio - Mathieu Heijboer, dirigente sportivo e ex ciclista su strada olandese
- 4 febbraio - Ernest Koroma, ex calciatore sierraleonese
- 4 febbraio - Fernando Morales, allenatore di pallavolo e ex pallavolista portoricano
- 4 febbraio - Ivan Neprjaev, hockeista su ghiaccio russo
- 4 febbraio - Chris Sabin, wrestler statunitense
- 4 febbraio - Odair Souza, ex calciatore brasiliano
- 4 febbraio - Blake Stepp, ex cestista statunitense
- 4 febbraio - Mandisa Stevenson, ex cestista statunitense
- 4 febbraio - Ivars Timermanis, ex cestista lettone
- 4 febbraio - Tomas Vaitkus, ex ciclista su strada e pistard lituano
- 4 febbraio - Roman Wallner, ex calciatore austriaco
- 4 febbraio - Kimberly Wyatt, cantante, ballerina e coreografa statunitense
- 5 febbraio - Luigi Di Costanzo, pallanuotista italiano
- 5 febbraio - Deidra Dionne, ex sciatrice freestyle canadese
- 5 febbraio - Sean Forbes, rapper statunitense
- 5 febbraio - Nicolas Gilsoul, copilota di rally belga
- 5 febbraio - Tim Heinz, ex calciatore lussemburghese
- 5 febbraio - Michael Horvath, ex calciatore austriaco
- 5 febbraio - Patrick Iwosso, ex calciatore congolese (Repubblica del Congo)
- 5 febbraio - Kaz James, cantante e disc jockey australiano
- 5 febbraio - Marc Kennedy, giocatore di curling canadese
- 5 febbraio - Yū Kobayashi, doppiatrice giapponese
- 5 febbraio - Tomáš Kopecký, hockeista su ghiaccio slovacco
- 5 febbraio - Eleonora Lascala, ex cestista italiana
- 5 febbraio - Romy Logsch, ex bobbista tedesca
- 5 febbraio - Rodrigo Palacio, ex calciatore argentino
- 5 febbraio - Pablo Palacios, ex calciatore ecuadoriano
- 5 febbraio - Ricardo Pessoa, ex calciatore portoghese
- 5 febbraio - Evelyn Salgado Pineda, politica messicana
- 5 febbraio - Christoph Schubert, hockeista su ghiaccio tedesco
- 5 febbraio - Filippo Strocchi, attore teatrale, cantante e ballerino italiano
- 5 febbraio - Jennifer Suhr, ex astista statunitense
- 5 febbraio - Wheesung, cantante sudcoreano († 2025)
- 5 febbraio - Pumwaree Yodkamol, attrice thailandese
- 6 febbraio - Whitney Able, attrice statunitense
- 6 febbraio - Thiago Arancam, tenore brasiliano
- 6 febbraio - Nicholas Audsley, attore britannico
- 6 febbraio - Inez Bjørg David, attrice danese
- 6 febbraio - Valeria Canella, lunghista italiana
- 6 febbraio - Bojan Đorđić, ex calciatore svedese
- 6 febbraio - Jade Edmistone, nuotatrice australiana
- 6 febbraio - Alice Eve, attrice britannica
- 6 febbraio - Juan Maldonado Jaimez Júnior, ex calciatore brasiliano
- 6 febbraio - Kanako Spendlove, sincronetta giapponese
- 6 febbraio - Alain Nef, allenatore di calcio e ex calciatore svizzero
- 6 febbraio - Andrea Pallaoro, regista cinematografico e sceneggiatore italiano
- 6 febbraio - Elise Ray, ex ginnasta statunitense
- 6 febbraio - Tank, cantautore e musicista taiwanese
- 6 febbraio - Lieke van Lexmond, attrice, modella e conduttrice televisiva olandese
- 6 febbraio - Lilija Čanyševa, politica russa
- 7 febbraio - Mohammed Bijeh, serial killer iraniano († 2005)
- 7 febbraio - Delia Matache, cantante e personaggio televisivo rumena
- 7 febbraio - A.J. Moye, ex cestista statunitense
- 7 febbraio - Osamu Mukai, attore giapponese
- 7 febbraio - Mickaël Piétrus, ex cestista francese
- 7 febbraio - Florent Raimy, ex calciatore francese
- 7 febbraio - Luay Salah, calciatore iracheno
- 7 febbraio - Nicola Spirig, triatleta svizzera
- 7 febbraio - Hugo Suárez, ex calciatore boliviano
- 7 febbraio - Kelly Williams, cestista statunitense
- 7 febbraio - Yan Feng, calciatore cinese
- 7 febbraio - Nihan Yeldan, ex pallavolista turca
- 8 febbraio - Carlene Aguilar, modella filippina
- 8 febbraio - Sophie Choudry, attrice britannica
- 8 febbraio - Rebecca Feldman, ex atleta paralimpica australiana
- 8 febbraio - Sandra Gini, ex sciatrice alpina svizzera
- 8 febbraio - Robert Margalis, ex nuotatore statunitense
- 8 febbraio - Liam McIntyre, attore australiano
- 8 febbraio - Iryna Merleni, lottatrice ucraina
- 8 febbraio - Michal Peškovič, ex calciatore slovacco
- 8 febbraio - Erik Rhodes, attore pornografico statunitense († 2012)
- 8 febbraio - Wael Riad, allenatore di calcio e ex calciatore egiziano
- 8 febbraio - Gabriel Rufián, attivista e politico spagnolo
- 8 febbraio - Rory Sutherland, ex ciclista su strada australiano
- 8 febbraio - Zersenay Tadese, mezzofondista e maratoneta eritreo
- 8 febbraio - Danny Tamberelli, attore e musicista statunitense
- 8 febbraio - Stef Wils, allenatore di calcio e ex calciatore belga
- 8 febbraio - Şaziye İvegin, ex cestista turca
- 9 febbraio - Pauline Akonga, cestista della Repubblica Democratica del Congo
- 9 febbraio - Samer Awad, calciatore siriano
- 9 febbraio - Elena Bogomazova, ex nuotatrice russa
- 9 febbraio - Wajdi Bouallègue, ginnasta tunisino
- 9 febbraio - Domingo Cisma, allenatore di calcio e ex calciatore spagnolo
- 9 febbraio - Du Wei, ex calciatore cinese
- 9 febbraio - Gianluca Ermeti, nuotatore italiano
- 9 febbraio - Julián Estiven Vélez, ex calciatore colombiano
- 9 febbraio - Pat Iannone, ex hockeista su ghiaccio canadese
- 9 febbraio - Ionuț Mazilu, allenatore di calcio e ex calciatore rumeno
- 9 febbraio - Paul Munster, allenatore di calcio e ex calciatore nordirlandese
- 9 febbraio - Jameer Nelson, ex cestista e dirigente sportivo statunitense
- 9 febbraio - Vicky Papadopoulou, attrice e modella greca
- 9 febbraio - Delphyne Peretto, ex biatleta francese
- 9 febbraio - Tat'jana Šč'egoleva, ex cestista russa
- 9 febbraio - Ami Suzuki, cantante, disc jockey e musicista giapponese
- 9 febbraio - Yuki Suzuki, cantante giapponese
- 9 febbraio - Javier Umbides, ex calciatore argentino
- 9 febbraio - Samuel Weale, pentatleta britannico
- 9 febbraio - Dean J. West, attore statunitense
- 9 febbraio - Zhang Ying, schermitrice cinese
- 10 febbraio - Hamad Al-Tayyar, ex calciatore kuwaitiano
- 10 febbraio - Ayari Aoyama, ex nuotatrice giapponese
- 10 febbraio - Christian Borgatello, allenatore di hockey su ghiaccio e ex hockeista su ghiaccio italiano
- 10 febbraio - Sebastián Brajkovic, pallavolista argentino
- 10 febbraio - Mohamed Cissé, ex calciatore guineano
- 10 febbraio - Claudio Dadomo, ex calciatore uruguaiano
- 10 febbraio - Justin Gatlin, ex velocista statunitense
- 10 febbraio - Nadir Haroub, calciatore tanzaniano
- 10 febbraio - Yoshimasa Hosoya, doppiatore giapponese
- 10 febbraio - David Lemi, rugbista a 15 e allenatore di rugby a 15 samoano
- 10 febbraio - Amer Shafi, ex calciatore giordano
- 10 febbraio - Tarmo Neemelo, ex calciatore estone
- 10 febbraio - Elisabetta Piccolotti, politica italiana
- 10 febbraio - Qiu Hongxia, ex sollevatrice cinese
- 10 febbraio - Dawan Robinson, ex cestista statunitense
- 10 febbraio - Tom Schilling, attore tedesco
- 10 febbraio - Mon Redee Sut Txi, ex arciera malese
- 10 febbraio - Farid Talhaoui, calciatore marocchino
- 10 febbraio - Lampros Vaggelīs, ex calciatore greco
- 11 febbraio - Hussain Ali Baba, ex calciatore bahreinita
- 11 febbraio - Daryn Colledge, giocatore di football americano statunitense
- 11 febbraio - Damien Crosse, attore pornografico statunitense
- 11 febbraio - Natalie Dormer, attrice britannica
- 11 febbraio - João Miguel Duarte Afonso, ex calciatore portoghese
- 11 febbraio - Andrea Farri, compositore italiano
- 11 febbraio - Jabari Greer, giocatore di football americano statunitense
- 11 febbraio - Katarína Koščová, cantante slovacca
- 11 febbraio - Boitumelo Mafoko, ex calciatore botswano
- 11 febbraio - Christian Maggio, allenatore di calcio e ex calciatore italiano
- 11 febbraio - Dimitrios Miteloudis, pallanuotista greco
- 11 febbraio - Elsa Mollien, attrice e doppiatrice francese
- 11 febbraio - Hwayobi, cantante sudcoreana
- 11 febbraio - Ricardo Jorge Oliveira Ribeiro Duarte, ex calciatore portoghese
- 11 febbraio - Neil Robertson, giocatore di snooker australiano
- 11 febbraio - Jamie Schaafsma, ex hockeista su ghiaccio canadese
- 11 febbraio - Thomas Wörle, allenatore di calcio e ex calciatore tedesco
- 11 febbraio - Zé Vítor, ex calciatore portoghese
- 12 febbraio - Julius Aghahowa, ex calciatore nigeriano
- 12 febbraio - Juan José Albornoz, ex calciatore cileno
- 12 febbraio - Douglas Correia, ex giocatore di calcio a 5 brasiliano
- 12 febbraio - Alessio De Leonardis, regista e sceneggiatore italiano
- 12 febbraio - Maynor Davila, ex calciatore guatemalteco
- 12 febbraio - Fawzia Latifa d'Egitto, principessa egiziana
- 12 febbraio - Markus Feulner, ex calciatore tedesco
- 12 febbraio - Jonas Hiller, ex hockeista su ghiaccio svizzero
- 12 febbraio - Bojan Jorgačević, ex calciatore serbo
- 12 febbraio - Nienke Kingma, canottiera olandese
- 12 febbraio - Dániel Kiss, ostacolista ungherese
- 12 febbraio - Li Jianhua, calciatore cinese
- 12 febbraio - Steven Nyman, ex sciatore alpino statunitense
- 12 febbraio - Loúis Tsátoumas, lunghista greco
- 12 febbraio - Bobi Wine, politico e musicista ugandese
- 12 febbraio - Mary de Gennaro, conduttrice televisiva, giornalista e attrice italiana
- 13 febbraio - Mahmoud Fathallah, allenatore di calcio e ex calciatore egiziano
- 13 febbraio - Tsuyoshi Abe, attore giapponese
- 13 febbraio - Björn Andersson, ex calciatore svedese
- 13 febbraio - Jorge Betancourt, tuffatore cubano
- 13 febbraio - Enrique Bologna, calciatore argentino
- 13 febbraio - Lars Erik Fremming, calciatore norvegese
- 13 febbraio - Gabriel Mureșan, ex calciatore rumeno
- 13 febbraio - Miwako Okuda, cantante giapponese
- 13 febbraio - Vanja Rogulj, nuotatore croato
- 13 febbraio - Michael Turner, ex giocatore di football americano statunitense
- 13 febbraio - Julien Viale, ex calciatore francese
- 13 febbraio - Margherita Zanatta, personaggio televisivo, conduttrice televisiva e conduttrice radiofonica italiana
- 14 febbraio - Jorge Cazulo, ex calciatore uruguaiano
- 14 febbraio - Francesco Faraldo, ex judoka italiano
- 14 febbraio - Karim Fegrouch, ex calciatore marocchino
- 14 febbraio - Robert Fultz, ex cestista italiano
- 14 febbraio - Marián Gáborík, hockeista su ghiaccio slovacco
- 14 febbraio - Carlos Infante, ex calciatore messicano
- 14 febbraio - Andrei Jämsä, canottiere estone
- 14 febbraio - Ákos Takács, ex calciatore ungherese
- 14 febbraio - İbrahim Çelikkol, attore turco
- 15 febbraio - Leonardo Araya, ex calciatore costaricano
- 15 febbraio - Yoandri Betanzos, triplista cubano
- 15 febbraio - Shameka Christon, ex cestista statunitense
- 15 febbraio - Fabio Escobar, calciatore paraguaiano
- 15 febbraio - Élodie Frégé, cantante e attrice francese
- 15 febbraio - Tahesia Harrigan-Scott, velocista anglo-verginiana
- 15 febbraio - Helge Haugen, ex calciatore norvegese
- 15 febbraio - Nikola Mijailović, ex calciatore serbo
- 15 febbraio - Horacio San Martín, ex rugbista a 15 e ex rugbista a 7 argentino
- 15 febbraio - Dani Tatay, attore spagnolo
- 16 febbraio - Anis Ayari, ex calciatore tunisino
- 16 febbraio - Milica Dabović, cestista serba
- 16 febbraio - Roland Dervishi, ex calciatore albanese
- 16 febbraio - Lupe Fiasco, rapper e cantante statunitense
- 16 febbraio - Bobbie Friberg da Cruz, allenatore di calcio e calciatore svedese
- 16 febbraio - Neil Jones, ex calciatore neozelandese
- 16 febbraio - Rickie Lambert, ex calciatore inglese
- 16 febbraio - Lee Min-jung, attrice sudcoreana
- 16 febbraio - Francesco Modesto, allenatore di calcio e ex calciatore italiano
- 16 febbraio - Doug Nienhuis, ex giocatore di football americano statunitense
- 16 febbraio - Edgar Pérez Greco, allenatore di calcio e ex calciatore venezuelano
- 16 febbraio - Conway the Machine, rapper statunitense
- 16 febbraio - Teri Reeves, attrice statunitense
- 16 febbraio - Nena Ristić, modella, showgirl e attrice serba
- 17 febbraio - Adriano Leite Ribeiro, ex calciatore brasiliano
- 17 febbraio - Vanessa Atler, ex ginnasta statunitense
- 17 febbraio - Thimothée Atouba, ex calciatore camerunese
- 17 febbraio - Sophie Charlier, ex cestista belga
- 17 febbraio - Brooke D'Orsay, attrice e doppiatrice canadese
- 17 febbraio - Elric Delord, allenatore di pallacanestro francese
- 17 febbraio - Franciel Hengemühle, ex calciatore brasiliano
- 17 febbraio - Tomáš Hrdlička, ex calciatore ceco
- 17 febbraio - Eunice Jepkorir, siepista e mezzofondista keniota
- 17 febbraio - Nicolás Medina, ex calciatore argentino
- 17 febbraio - Daniel Merriweather, cantautore australiano
- 17 febbraio - Janvier Ndikumana, ex calciatore burundese
- 17 febbraio - David Packouz, statunitense
- 17 febbraio - Marco Passera, allenatore di pallacanestro e ex cestista italiano
- 17 febbraio - Guy Shepherdson, rugbista a 15 australiano
- 17 febbraio - Irena Więckowska, schermitrice polacca
- 18 febbraio - Emilia Burns, attrice australiana
- 18 febbraio - Kaspars Cipruss, ex cestista lettone
- 18 febbraio - Hannah Collin, ex tennista britannica
- 18 febbraio - Aleksandr Dmitrijev, calciatore estone
- 18 febbraio - Markus Eichler, ex ciclista su strada tedesco
- 18 febbraio - Marcos Ferreira Xavier, ex calciatore brasiliano
- 18 febbraio - Steven Hammell, ex calciatore scozzese
- 18 febbraio - Dora Kiskapusi, schermitrice ungherese
- 18 febbraio - Dmitrij Kokarev, scacchista russo
- 18 febbraio - Isabel Leonard, mezzosoprano statunitense
- 18 febbraio - Edmond Mouele, calciatore gabonese
- 18 febbraio - Nili Natho, cestista israeliana († 2004)
- 18 febbraio - Krisztián Pars, martellista ungherese
- 18 febbraio - Just Philippot, regista e sceneggiatore francese
- 18 febbraio - Saulo Rodrigues dos Santos, ex calciatore brasiliano
- 18 febbraio - José Rujano, ex ciclista su strada venezuelano
- 18 febbraio - Juelz Santana, rapper statunitense
- 18 febbraio - Viktorija Tereščuk, pentatleta ucraina
- 18 febbraio - Christian Tiffert, allenatore di calcio e ex calciatore tedesco
- 18 febbraio - Kristian Ystaas, ex calciatore norvegese
- 18 febbraio - Douglas dos Santos, ex calciatore brasiliano
- 19 febbraio - Cosmo, cantautore, produttore discografico e disc jockey italiano
- 19 febbraio - Roberto Cortellini, ex calciatore italiano
- 19 febbraio - Alex Dunn, ex cestista statunitense
- 19 febbraio - Gustavo Franchin Schiavolin, ex calciatore brasiliano
- 19 febbraio - Yssouf Koné, ex calciatore ivoriano
- 19 febbraio - Nili Latu, rugbista a 15 tongano
- 19 febbraio - Mascarita Dorada, wrestler messicano
- 19 febbraio - Kirk Morrison, giocatore di football americano statunitense
- 19 febbraio - Mattias Nilsson, ex sciatore nordico svedese
- 19 febbraio - Mustapha Oussalah, ex calciatore marocchino
- 19 febbraio - Mihăiță Pleșan, ex calciatore rumeno
- 19 febbraio - Camelia Potec, ex nuotatrice e dirigente sportiva rumena
- 19 febbraio - So Hyok-chol, ex calciatore nordcoreano
- 20 febbraio - Chen Xiaoli, ex cestista cinese
- 20 febbraio - Terry Dunfield, allenatore di calcio e ex calciatore canadese
- 20 febbraio - Felo Feoto, calciatore, giocatore di calcio a 5 e giocatore di badminton tuvaluano
- 20 febbraio - Monica Gamba, ex calciatrice italiana
- 20 febbraio - Abel Gómez Moreno, allenatore di calcio e ex calciatore spagnolo
- 20 febbraio - Osita Iheme, attore nigeriano
- 20 febbraio - Ryōsei Konishi, attore e personaggio televisivo giapponese
- 20 febbraio - Josef Laštovka, calciatore ceco
- 20 febbraio - Rawle Marshall, ex cestista guyanese
- 20 febbraio - Ofentse Mogawane, velocista sudafricano
- 20 febbraio - Walter Vílchez, allenatore di calcio e ex calciatore peruviano
- 20 febbraio - Gerard Zaragoza, allenatore di calcio e dirigente sportivo spagnolo
- 21 febbraio - Andre Barrett, ex cestista statunitense
- 21 febbraio - Filippo Campioli, altista italiano
- 21 febbraio - Fatoumata Diawara, cantautrice e attrice maliana
- 21 febbraio - Thomas Hall, canoista canadese
- 21 febbraio - Christophe Hansen, politico lussemburghese
- 21 febbraio - Robert Kampka, arbitro di calcio tedesco
- 21 febbraio - Marco Killingsworth, ex cestista statunitense
- 21 febbraio - Kayode Odejayi, ex calciatore nigeriano
- 21 febbraio - Mario Sara, calciatore austriaco
- 21 febbraio - Marcellus Sommerville, ex cestista statunitense
- 21 febbraio - Fatma Zagrouba, ex cestista tunisina
- 22 febbraio - Jacob Armen, batterista e percussionista statunitense
- 22 febbraio - Rashad Baker, giocatore di football americano statunitense
- 22 febbraio - Ron Bartell, ex giocatore di football americano statunitense
- 22 febbraio - Erroyl Bing, ex cestista statunitense
- 22 febbraio - Giuseppe Chiazzese, politico italiano
- 22 febbraio - Anthony D'Esposito, politico statunitense
- 22 febbraio - Edwin González, calciatore guatemalteco
- 22 febbraio - Buğra Gülsoy, attore, regista e sceneggiatore turco
- 22 febbraio - András Hajnal, tuffatore ungherese
- 22 febbraio - Jenna Haze, ex attrice pornografica statunitense
- 22 febbraio - Žygimantas Jonušas, ex cestista lituano
- 22 febbraio - Dichen Lachman, attrice australiana
- 22 febbraio - Travis Mayer, ex sciatore freestyle statunitense
- 22 febbraio - Tetjana Petljuk, ex mezzofondista ucraina
- 22 febbraio - Boonsak Ponsana, giocatore di badminton thailandese
- 22 febbraio - Susanna Pöykiö, ex pattinatrice artistica su ghiaccio finlandese
- 22 febbraio - Cristian Savani, ex pallavolista italiano
- 22 febbraio - Hillary Scholten, politica statunitense
- 22 febbraio - Marlies Smulders, canottiera olandese
- 22 febbraio - Shawntae Spencer, giocatore di football americano statunitense
- 22 febbraio - Siaka Tiéné, ex calciatore ivoriano
- 23 febbraio - Antonella Albano, danzatrice italiana
- 23 febbraio - Rubén Bascuñán, ex calciatore cileno
- 23 febbraio - Anna Chapman, agente segreta russa
- 23 febbraio - Adam Hann-Byrd, attore statunitense
- 23 febbraio - Kazunori Iio, ex calciatore giapponese
- 23 febbraio - Sandora Irvin, ex cestista statunitense
- 23 febbraio - Joaquín Izuibejeres, ex cestista uruguaiano
- 23 febbraio - Malia Metella, ex nuotatrice francese
- 23 febbraio - Petar Mijović, allenatore di pallacanestro montenegrino
- 23 febbraio - Jia Perkins, ex cestista e allenatrice di pallacanestro statunitense
- 23 febbraio - Edwin Retamoso, calciatore peruviano
- 23 febbraio - Riikka Sarasoja, ex fondista finlandese
- 23 febbraio - Tristan Valentin, ex ciclista su strada francese
- 24 febbraio - Fala Chen, attrice e cantante cinese
- 24 febbraio - Jan Cornet, attore spagnolo
- 24 febbraio - Roberta Giarrusso, attrice, personaggio televisivo e ex modella italiana
- 24 febbraio - Melody, cantante giapponese
- 24 febbraio - Klára Koukalová, ex tennista ceca
- 24 febbraio - Hugo Luz, ex calciatore portoghese
- 24 febbraio - Kevin O'Connor, allenatore di calcio e ex calciatore irlandese
- 24 febbraio - Oleksij Onufrijev, cestista ucraino
- 24 febbraio - Marco Plaza, ex calciatore cileno
- 24 febbraio - Simonas Serapinas, allenatore di pallacanestro e ex cestista lituano
- 24 febbraio - Emanuel Villa, ex calciatore argentino
- 24 febbraio - Cheng Wen-Hsing, giocatrice di badminton taiwanese
- 25 febbraio - Chris Baird, ex calciatore nordirlandese
- 25 febbraio - Malepa Bolelang, ex calciatore botswano
- 25 febbraio - Kimberly Caldwell, cantante, attrice e conduttrice televisiva statunitense
- 25 febbraio - Kasper Degn, hockeista su ghiaccio danese
- 25 febbraio - David García Santana, calciatore spagnolo
- 25 febbraio - Guðmundur Arnar Guðmundsson, regista, sceneggiatore e produttore cinematografico islandese
- 25 febbraio - Han Ga-in, attrice sudcoreana
- 25 febbraio - Hérita Ilunga, ex calciatore della Repubblica Democratica del Congo
- 25 febbraio - Jason James, calciatore grenadino
- 25 febbraio - Maria Kanellis, wrestler e modella statunitense
- 25 febbraio - Maurizio Mariani, arbitro di calcio italiano
- 25 febbraio - Bert McCracken, cantante statunitense
- 25 febbraio - Marius Mitrea, arbitro di rugby a 15 e dirigente sportivo italiano
- 25 febbraio - Meshal Mubarak, calciatore qatariota
- 25 febbraio - Steve Olfers, ex calciatore olandese
- 25 febbraio - Flavia Pennetta, opinionista e ex tennista italiana
- 25 febbraio - Omar Thomas, ex cestista e dirigente sportivo statunitense
- 25 febbraio - Hervé Touré, ex cestista francese
- 25 febbraio - Anton Volčenkov, hockeista su ghiaccio russo
- 25 febbraio - Zhang Lie, ex calciatore cinese
- 26 febbraio - Mario Austin, ex cestista statunitense
- 26 febbraio - Stefan Merrill Block, scrittore statunitense
- 26 febbraio - Jean-Baptiste Djebbari, politico francese
- 26 febbraio - Sara Gazarek, cantante e cantautrice statunitense
- 26 febbraio - Damián Giménez, ex calciatore argentino
- 26 febbraio - Li Na, ex tennista cinese
- 26 febbraio - Elxan Məmmədov, judoka azero
- 26 febbraio - Bojan Neziri, ex calciatore serbo
- 26 febbraio - Fábio de Matos Pereira, ex calciatore brasiliano
- 26 febbraio - Nate Ruess, cantautore statunitense
- 26 febbraio - Jenni Screen, ex cestista australiana
- 26 febbraio - Brian Shaw, sollevatore e strongman statunitense
- 26 febbraio - Johnny Thomsen, calciatore danese
- 27 febbraio - Amedy Coulibaly, terrorista e criminale francese († 2015)
- 27 febbraio - Agus Indra Kurniawan, ex calciatore indonesiano
- 27 febbraio - Adetokumboh M'Cormack, attore e doppiatore statunitense
- 27 febbraio - Matt Mahan, politico e imprenditore statunitense
- 27 febbraio - Daniele Martinelli, ex calciatore italiano
- 27 febbraio - Brandon Rogers, ex hockeista su ghiaccio statunitense
- 27 febbraio - Bruno Soares, ex tennista brasiliano
- 28 febbraio - Jonathan Aspas, ex calciatore spagnolo
- 28 febbraio - Verena Bentele, biatleta e fondista tedesca
- 28 febbraio - Ignacio Don, ex calciatore paraguaiano
- 28 febbraio - Dean Fleischer Camp, regista, sceneggiatore e produttore cinematografico statunitense
- 28 febbraio - Martín Galmarini, ex calciatore argentino
- 28 febbraio - Shashank Khaitan, regista, sceneggiatore e produttore cinematografico indiano
- 28 febbraio - Alberto Losada, ex ciclista su strada spagnolo
- 28 febbraio - Guy Lusadisu, allenatore di calcio e ex calciatore della Repubblica Democratica del Congo
- 28 febbraio - Elena Slesarenko, altista russa
- 28 febbraio - Axel Stein, attore tedesco
- 28 febbraio - Natal'ja Vodjanova, supermodella, attrice e filantropa russa
- 28 febbraio - Rachel Yang, astista singaporiana